# Moniliformida
Moniliformida je red v razredu Archiacanthocephala.

## Družine
| Družina        | Število manjših skupin (vrsta, podvrsta ...) |
| -------------- | -------------------------------------------- |
| Moniliformidae | 25                                           |